# Библиотека Ван дер Линде — Нимейера
Библиотека Ван дер Линде — Нимейера — самое большое в мире собраний шахматных книг (свыше 18 тысяч томов); хранятся в Королевской библиотеке в Гааге. Основой библиотеки послужили частные собрания Антониуса ван дер Линде (приобретено в 1876 году Королевской библиотекой) и Мейндерта Нимейера, который передал своё собрание в дар Королевской библиотеке (1948).

## Описание
В Королевской национальной библиотеке Нидерландов изначально была небольшая избранная коллекция шахматных книг. Чтобы расширить свои фонды по данной тематике, в 1876 году было одобрено приобретение частной шахматной библиотеки Антониуса ван дер Линде. В этом же году последний получил назначение на должность библиотекаря Королевской земельной библиотеки в Висбадене. Перед тем, как покинуть Нидерланды, ван дер Линде продал оставшиеся книги и рукописи Королевской национальной библиотеке. Таким образом при сумме сделки в три тысячи гульденов фонд библиотеки пополнился восьми сотнями экземпляров. После этого руководством было принято решение о выделении отдела книг на шахматную тематику в самостоятельную библиотеку. Следующим этапом развития этой библиотеки считается 14 июня 1948 года, когда Мейндерт Нимейер пожертвовал свою обширную коллекцию шахматных рукописей и книг, всего около семи тысяч наименований, в пользу государства, которое распорядилось передать приобретение в фонд Королевской национальной библиотеки. После этого последовало объединение коллекций Ван дер Линде и Нимейера в одну и переименование в их честь. Таким образом Библиотека ван дер Линде — Нимейера стала второй по величине общественной коллекцией на шахматную тематику в мире на то время. В 1956 году историк К. В. Крёйсвейк дополнил фонд библиотеки пятью сотнями рукописей Г. Л. Гортманса. Последующие приобретения и пожертвования многочисленных рукописей, книг, шашек и шахмат привели к тому, что Библиотека ван дер Линде — Нимейера стала первой по величине общественной коллекцией на шахматную тематику в мире.

## Книги
- Van der Linde — Niemeijeriana. A catalogue of the chess collection in the Royal Library, [The Hague], 1955
- Aucta e de novo descripta, v. I — Chess, bibliography and history, The Hague, 1974.